# روني بارون
روني بارون (بالإنجليزية: Ronnie Barron)‏ هو مغني وموسيقي وممثل أمريكي، ولد في 9 أكتوبر 1943 في نيو أورلينز في الولايات المتحدة، وتوفي في 20 مارس 1997 في لوس أنجلوس في الولايات المتحدة بسبب نوبة قلبية.

## وصلات خارجية
- روني بارون على موقع IMDb (الإنجليزية)
- روني بارون على موقع ميوزك برينز (الإنجليزية)
- روني بارون على موقع ديسكوغز (الإنجليزية)